# Omos
Tolulope Omogbehin (* 16. Mai 1994 in Lagos), besser bekannt unter dem Ringnamen Omos, ist ein nigerianischer Wrestler. Er steht derzeit bei der WWE unter Vertrag und tritt regelmäßig in deren Show Raw auf.

## Wrestling-Karriere

### World Wrestling Entertainment (seit 2018)
Am 17. Oktober 2018 wurde bekannt gegeben, dass WWE Omogbehin unter Vertrag genommen hat. Am 18. Juli gab er sein In-Ring-Debüt während eines NXT Live Events und besiegte das Team 3.0, in einem 2 on 1 Handicap Match. Am 15. Juni 2020 gab er sein Debüt im Main Roster. Hier wurde er als Mitglied der Ninja-Fraktion von Akira Tozawa vorgestellt. Nach dem Ninja Gimmick wurde er als Türsteher für Raw Underground eingesetzt, welche damals von Shane McMahon ins Leben gerufen wurde.
Nach dem Ende von RAW Underground begann er im Oktober 2020 mit AJ Styles zusammenzuarbeiten. Bei der Survivor Series 2020 wurde Omogbehin mit dem neuen Ringnamen Omos vorgestellt. Beim Royal Rumble 2021 eliminierte er Big E und Rey Mysterio, obwohl er nicht am Match beteiligt war. In der Folge von Raw vom 15. März 2021 gab Omos bekannt, dass er sein In-Ring-Debüt bei WrestleMania 37 neben Styles gegen The New Day Kofi Kingston und Xavier Woods, für die Raw Tag Team Championship, geben werde. Am 10. April 2021 gewann er bei WrestleMania 37 zusammen mit AJ Styles die Raw Tag Team Championship. Hierfür besiegten sie The New Day Kofi Kingston und Xavier Woods. Die Regentschaft hielt 133 Tage, sie verloren die Titel am 21. August 2021 bei SummerSlam 2021 an Randy Orton und Riddle.
Bei WrestleMania 38 verlor Omogbehin ein Match gegen Bobby Lashley via Pinfall, dies war seine erste Pinfall-Niederlage. Am 4. April 2022 griff er Lashley zusammen mit MVP an, er und MVP verbündeten sich dadurch. Am 5. Juni 2022 bestritten sie zusammen bei Hell In A Cell (2022) ein 2-on-1-Handicap-Match gegen Bobby Lashley, das Match verloren sie. Hiernach begann er eine Fehde gegen Braun Strowman, diese gipfelte bei WWE Crown Jewel (2022), wo er diese dann verlor. Am 20. Februar 2023 bei Raw forderte er Brock Lesnar für WrestleMania heraus, diese Herausforderung wurde von Lesnar angenommen. Am 2. April 2023 trat er gegen Brock Lesnar bei WrestleMania 39 an, dieses Match verlor er.

## Titel und Auszeichnungen
- World Wrestling Entertainment
  - Raw Tag Team Championship (1× mit AJ Styles)
  - Survivor Series 25-Mann Battle Royal Winner 2021